# (17033) Rusty
(17033) Rusty (1999 FR9) – planetoida z pasa głównego asteroid okrążająca Słońce w ciągu 3,53 lat w średniej odległości 2,32 j.a. Odkryta 22 marca 1999 roku.